# 中国人民解放军陆军第四十七集团军
中国人民解放军陆军第四十七集团军，是中国人民解放军陆军已撤销的集团军，于1985年编成。原代号为中国人民解放军84870部队，现代号为中国人民解放军68310部队。隶属西部战区陆军，军部驻地陕西省西安市临潼区。2017年被裁撤。

## 沿革

### 中华人民共和国成立前
陆军第四十七集团军的前身可以追溯至1928年彭德怀、黄公略领导的“平江起义”时，所组建的红五军一部。1930年成立红军独立一师。后发展为红八军，曾在湘赣一带战斗；长征时，被编为红六军团，由萧克担任军团长，王震任政治委员。
抗日战争时期，红六军团被编入八路军一二〇师三五九旅，以“南泥湾大生产”而闻名。抗战胜利前夕，三五九旅分两个梯队南进华南。当日本投降后，奉命移师东北。1947年1月，被改编为东北民主联军独立第一师；参与了攻占哈尔滨市、攻占合江等战斗。
当中共在第二次国共内战中转入反攻地位时，东北民主联军独立第一师与独立第三师合并后，又吸纳了“东满独立师”，合编为东北野战军第十纵队。1948年11月，第十纵队又改编为中国人民解放军第四十七军，首任军长为梁兴初，政治委员周赤萍，下辖第一三九师、第一四〇师、第一四一师。部队在辽沈战役中，参与大黑山阻击战；还曾参加了平津、宣沙等战役；而后，配合第二野战军第三兵团，参加了向四川、贵州的进军作战。

### 中华人民共和国成立后
1950年1月起，第四十七军进驻湘西布防，执行湘西剿匪。朝鲜战争爆发后，部队于1951年2月进入朝鲜战场，军长曹里怀，政委李人林。1954年9月回国后，先是驻防雷州半岛；1960年，移防湖南衡阳。1970年第四十七军开始驻防陕西。
1985年，中国人民解放军精简整编中，陆军第四十七军被列为简编集团军，改编为中国人民解放军陆军第四十七集团军。作为兰州军区代表，陆军第四十七集团军曾于1985年12月至1987年6月，赴云南老山地区参加对越南的两山战役。
2016年，中国人民解放军七大军区撤销，成立五大战区，陆军第四十七集团军划归中国人民解放军西部战区陆军。

## 编制
1970年第四十七军北调陕西。1985年陆军第四十七军改编为陆军第四十七集团军，辖第一三九师、第一四一师，原属第十九军的步兵第五十六师改属该集团军，并编入坦克旅（旅部：原骑兵第二师→陆军第二十师→兰州军区守备第一师）、炮兵旅（原一四〇师）和高炮旅。1998年后，步兵第五十六师改为摩步旅，坦克旅也改为装甲旅。原炮兵旅撤销，编入兰州军区炮兵第一旅（改称第四十七集团军炮兵旅）。步兵第一四一师与咸阳陆军预备役师合并，改编为陕西省陆军预备役第一四一师。2003年，原第二十一集团军摩步第五十五旅转隶该军。其中，军直通信团驻临潼、工兵团驻华阴；机械化步兵第一三九旅驻渭南；摩托化步兵第五十五旅驻张掖；摩托化步兵第五十六旅驻武威（旅属炮兵团驻金昌）；装甲第九旅驻澄城；炮兵第一旅驻永登；防空旅驻临潼。
2017年撤编前，陆军第四十七集团军下辖：
- 军直部队
  - 通信团
  - 工兵团
  - 防化团
- 机械化步兵第一三九旅
- 摩托化步兵第五十五旅
- 摩托化步兵第五十六旅
- 装甲第九旅
- 炮兵旅
- 防空旅

## 历任领导

### 中国人民解放军第四十七军
| 中国人民解放军第四十七军军长 - 梁兴初（1948年11月—1949年5月） - 曹里怀（1949年5月—1952年4月） - 张天云（1952年4月—1956年12月） - 李化民（1956年12月—1960年12月） - 颜德明（1960年12月—1964年5月） - 黎原（1964年5月—1975年7月） - 胡伯华（1975年7月—1978年6月） - 董占林（1979年—1980年12月） - 张德福（1980年12月—1985年6月） | 中国人民解放军第四十七军政治委员 - 周赤萍（1948年11月—1951年3月） - 李人林（1951年4月—1952年10月） - 刘贤权（1952年10月—1953年5月） - 陈发洪（1953年6月—1961年6月） - 孙正（1961年6月—1965年6月） - 刘凌（1968年5月—1975年7月） - 王子健（1975年5月—1982年12月） - 宫永丰（1983年5月—1990年4月） |

### 中国人民解放军陆军第四十七集团军
| 中国人民解放军陆军第四十七集团军军长 - 钱树根（1985年8月—1990年7月） - 郭伯雄（1990年7月—1993年12月） - 邹庚壬（1994年2月—2000年10月） - 常万全（2000年10月—2002年1月） - 徐粉林（2002年1月—2004年1月） - 彭勇（2004年3月—2011年6月） - 曹益民（2011年8月—2013年1月） - 张联义（2013年2月—2016年9月） - 林向阳（2016年9月—2017年） | 中国人民解放军陆军第四十七集团军政治委员 - 宫永丰（1983年5月—1990年4月） - 周永顺（1990年6月—1993年4月） - 李宝祥（1993年4月—1994年11月） - 赵可铭（1995年3月—1996年3月） - 骆正平（1996年3月—2005年8月） - 褚益民（2005年8月—2006年12月） - 范长秘（2006年12月—2012年7月） - 张福基（2012年9月—2015年1月） - 徐德清（2015年8月—2017年） |

## 荣誉
曾被授予荣誉称号的单位有：
- 红军师：步兵第一三九师
- 红军团：步兵第一三九师第四一五团
- 红一连：一三九机步旅装步一连
- 英雄四连：步兵第一三九师第四一七团第四连，现为一三九机步旅装步四连
- 特功五连：一三九机步旅装步十二连
- 红色尖兵连：步兵第一四一师侦察连